# NGC 5222-2
NGC 5222-2 is een spiraalvormig sterrenstelsel in het sterrenbeeld Maagd. Het hemelobject werd op 12 april 1784 ontdekt door de Duits-Britse astronoom William Herschel.

## Synoniemen
- UGC 8558
- MCG 2-35-5
- ZWG 73.39
- KCPG 383B
- Arp 288
- VV 315
- PGC 93122